# Silvester Belt
Сільвестрас Белте (лит. Silvestras Beltė; нар. 26 листопада 1997 , Каунас ), професійно відомий як Silvester Belt, — литовський співак й автор пісень. Представник Литви на Пісенному конкурсі Євробачення 2024 з піснею «Luktelk».

## Ранні роки
Сільвестрас народився в Каунасі, Литва. Він закінчив Вестмінстерський університет у Лондоні за спеціальністю «Комерційне музичне виконання». Після закінчення навчання повернувся до Литви, щоб працювати над новими електронними й поп піснями.

## Кар'єра
У 2010 році Белте брав участь у Vaikų Eurovizijos nacionalinė atranka, литовському відборі на Дитячий пісенний конкурс Євробачення 2010. Він виконав пісню «Pi-pa-po» і пройшов до фіналу, посівши 8 місце з 12 фіналістів.
У 2017 році Белте брав участь у литовському телевізійному реаліті-конкурсі Aš – superhitas (укр. Я — суперхіт), де переміг. Після перемоги він переїхав зі свого рідного міста до Вільнюса, де згодом випустив свій дебютний сингл «Noise». Надалі він працював за лаштунками телешоу 2 Barai, литовського аналога реаліті-конкурсу The Bar. Наступного року брав участь у шостому сезоні X Faktorius, литовської версії The X Factor, де вибув на четвертому тижні.
Працював моделлю.

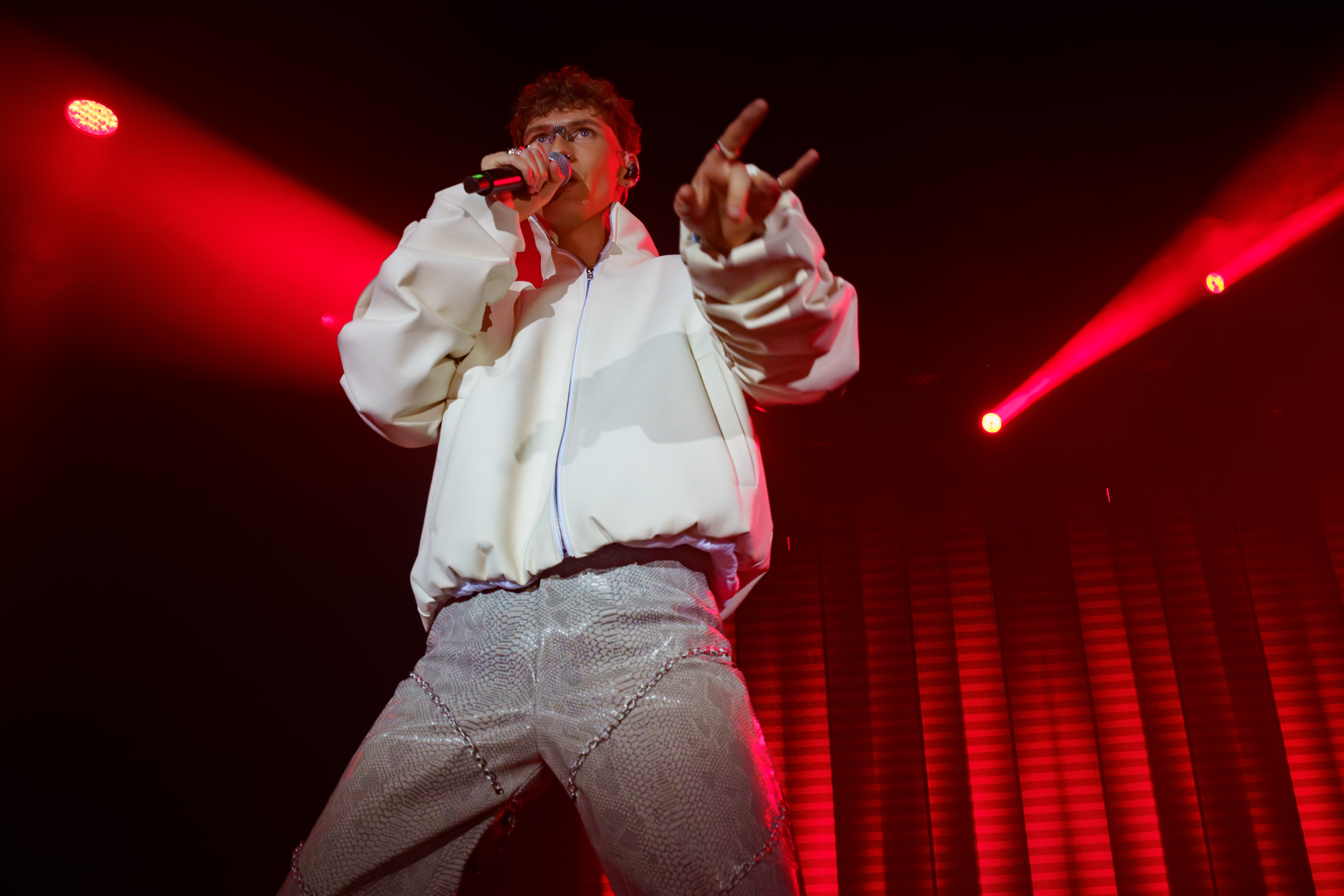
На Eurovision Pre-Party 2024 Madrid

19 грудня 2023 року було оголошено, що Сільвестер братиме участь в Eurovizija.LT, національному відборі Литви на Пісенний конкурс Євробачення 2024, з піснею «Luktelk». Він виступив у першому півфіналі, а потім пройшов до фіналу, вигравши півфінал. Згодом Сільвестер переміг у фіналі відбору, отримавши право представляти країну на Євробаченні. У фіналі конкурсу Сільвестер Белт зайняв 14 місце.

## Артистизм
Співак описує свою музику як переважно поп, з деякими впливами електроніки та рейву. Він називає Троя Сівана своїм «натхненником усіх часів».

## Особисте життя
Белте є відкритим геєм і здійснив камінг-аут у 2017 році.

## Дискографія

### Сингл

#### Як головний виконавець
| Назва                                                                               | Рік  | Пікові позиції в чарті | Альбом               |
| Назва                                                                               | Рік  | LTU                    | Альбом               |
| ----------------------------------------------------------------------------------- | ---- | ---------------------- | -------------------- |
| «Noise»                                                                             | 2017 | —                      | Сингли поза альбомом |
| «Tave radau»                                                                        | 2017 | —                      | Сингли поза альбомом |
| «Enough 4 U»                                                                        | 2020 | —                      | Сингли поза альбомом |
| «Ar dar matai»                                                                      | 2022 | —                      | Сингли поза альбомом |
| «Vidury naktų»                                                                      | 2023 | —                      | Сингли поза альбомом |
| «Luktelk»                                                                           | 2024 | 1                      | Сингли поза альбомом |
| «—» позначає сингл, який не потрапив у чарти або не був випущений на цій території. |      |                        |                      |